# Sanabu
Sanabu (arab. صنبو, Ṣanabū) – miasto w środkowym Egipcie w muhafazie Asjut. W 2006 roku liczyło 36 333 mieszkańców.
W latach 1990. ok. 1/3 ludności stanowili chrześcijanie – koptowie. W czerwcu i lipcu 1992 bojówki muzułmańskie zabiły i zraniły kilka osób, niszczyły też domy i mienie, na skutek czego ok. 50 rodzin opuściło miejscowość.